# Imbrasia
Imbrasia is een geslacht van vlinders van de familie nachtpauwogen (Saturniidae). De wetenschappelijke naam van het geslacht is voor het eerst geldig gepubliceerd in 1819 door Jacob Hübner.
De typesoort van het geslacht is Phalaena epimethea Drury, 1773

## Synoniemen
- Lomelia Duncan, 1841

## Soorten
- Imbrasia afzelii (J. Thomson, 1858)
- Imbrasia aniger (Stoneham, 1962)
- Imbrasia chevalia (Stoneham, 1933)
- Imbrasia epimethea (Drury, 1773)
- Imbrasia ertli Rebel, 1904
- Imbrasia istsariensis (Stoneham, 1959)
- Imbrasia kafubuensis (Bouvier, 1931)
- Imbrasia longicaudata Holland, 1894
- Imbrasia lubumbashii Seydel, 1933
- Imbrasia obscura (Butler, 1878)
- Imbrasia orientalis Rougeot, 1962
- Imbrasia oyemensis (Rougeot, 1955)
- Imbrasia paradoxa Dufrane, 1953
- Imbrasia senegalensis (Olivier, 1792)
- Imbrasia truncata Aurivillius, 1908
- Imbrasia vesperina Stoneham, 1962
- Imbrasia zaodeae (Rougeot, 1975)

### Niet langer in dit geslacht
- Imbrasia affinis = Gonimbrasia affinis (Bouvier, 1926)
- Imbrasia alcestris = Gonimbrasia alcestris (Weymer, 1907)
- Imbrasia allardi = Nudaurelia allardi (Rougeot, 1971)
- Imbrasia alopia = Nudaurelia alopia (Westwood, 1849)
- Imbrasia anna = Nudaurelia anna (Maassen & Weymer, 1885)
- Imbrasia anthina = Nudaurelia anthina (Karsch, 1892)
- Imbrasia anthinoides = Nudaurelia anthinoides (Rougeot, 1978)
- Imbrasia balachowskyi = Gonimbrasia balachowskyi (Rougeot, 1973)
- Imbrasia bamendana = Nudaurelia bamendana (Schultze, 1914)
- Imbrasia belayneshae = Nudaurelia belayneshae (Rougeot, 1978)
- Imbrasia bicolor = Nudaurelia bicolor Bouvier, 1930
- Imbrasia bouvieri = Nudaurelia bouvieri (Le Moult, 1933)
- Imbrasia butyrospermi = Cirina butyrospermi Vuillot, 1911
- Imbrasia capdevillei = Nudaurelia capdevillei (Rougeot, 1979)
- Imbrasia carnegiei = Nudaurelia carnegiei Janse, 1918
- Imbrasia cytherea = Nudaurelia cytherea (Fabricius, 1775)
- Imbrasia dione = Nudaurelia dione (Fabricius, 1793)
- Imbrasia eblis = Nudaurelia eblis (Strecker, 1878)
- Imbrasia emini = Nudaurelia emini (Butler, 1888)
- Imbrasia gueinzii = Nudaurelia gueinzii (Staudinger, 1872)
- Imbrasia helena = Nudaurelia helena Kruck, 1939
- Imbrasia krucki = Nudaurelia krucki Hering, 1930
- Imbrasia lutea = Nudaurelia lutea Bouvier, 1930
- Imbrasia macrops = Nudaurelia macrops Rebel, 1917
- Imbrasia macrothyris = Nudaurelia macrothyris (Rothschild, 1906)
- Imbrasia michaelae (Darge, 1975) = Nudaurelia anthina (Karsch, 1892)
- Imbrasia myrtea = Nudaurelia myrtea Rebel, 1917
- Imbrasia rhodina = Nudaurelia rhodina (Rothschild, 1907)
- Imbrasia rubra = Nudaurelia rubra Bouvier, 1927
- Imbrasia staudingeri = Nudaurelia staudingeri (Aurivillius, 1893)
- Imbrasia ungemachti = Nudaurelia ungemachti Bouvier, 1926
- Imbrasia wahlbergi = Nudaurelia wahlbergi (Boisduval, 1847)
- Imbrasia wahlbergina = Nudaurelia wahlbergina Rougeot, 1972